# María Alejandra Rocha
María Alejandra Rocha (* 12. August 2000) ist eine kolumbianische Hürdenläuferin, die sich auf die 100-Meter-Distanz spezialisiert hat.

## Sportliche Laufbahn
Erste internationale Meisterschaftserfahrungen sammelte María Alejandra Rocha im Jahr 2019, als sie bei den U20-Südamerikameisterschaften in Cali in 14,31 s den fünften Platz über 100 m Hürden belegte und im Weitsprung mit 5,59 m auf Rang sechs gelangte. 2023 belegte sie bei den Südamerikameisterschaften in São Paulo in 13,83 s den vierten Platz im Hürdenlauf und im Jahr darauf kam sie bei den Ibero-Amerikanischen Meisterschaften in Cuiabá nicht ins Ziel. 2025 gewann sie bei den Südamerikameisterschaften in Mar del Plata in 13,42 s die Silbermedaille über 100 m Hürden hinter der Brasilianerin Ketiley Batista und gewann auch im 400-Meter-Hürdenlauf in 57,48 s die Silbermedaille hinter der Panamaerin Gianna Woodruff. 

## Persönliche Bestzeiten
- 100 m Hürden: 13,42 s (+1,5 m/s), 14. März 2025 in Bogotá
- 400 m Hürden: 57,43 s, 6. April 2025 in Bogotá